# Caracol Televisión
Caracol Televisión este o rețea de televiziune columbiană cu sediul în Bogotá.

## Legături externe
- es  Situl oficial Caracol Televisión